# Auxelles-Bas
Auxelles-Bas – miejscowość i gmina we Francji, w regionie Burgundia-Franche-Comté, w departamencie Territoire de Belfort. W 2017 roku populacja ówczesnej gminy wynosiła 477 mieszkańców.

## Historia
W 1569 gmina Auxelles podzieliła się i w ten sposób powstały dwa ośrodki – Auxelles-Haut i Auxelles-Bas.